# Bernard Kagane
 Bernard Kagane (Paris 14e, 12 janvier 1932 - Mimet, 10 janvier 2008) est un artiste graphiste français.

## Biographie
Peintre, illustrateur et maquettiste, Bernard Kagane travailla pour le Club Méditerranée et le Club français du livre. Il exposa ses huiles et fut également illustrateur de livres pour enfants.
Parallèlement, dans les années 1960 et 1970, il dessina pour des revues homosexuelles en Europe et Amérique du Nord.
Au début des années 1950, il rencontra l’écrivain et journaliste Christian Maurel (1931-2011). Leur relation dura presque une soixantaine d'années, jusqu’à sa mort.